# Urgentni centar (američka TV serija, 3. sezona)
Treća sezona serije Urgentni centar je emitovana od 26. septembra 1996. do 15. maja 1997. godine na kanalu NBC i broji 22 epizode.

## Opis
Lora Ins, koja se epizodno pojavljivala u prošloj sezoni, je unapređena u glavnu postavu. Šeri Stringfild je napustila galvnu postavu nakon epizode "Stanica jedinstva".

## Uloge

### Glavne
- Entoni Edvards kao dr. Mark Grin
- Džordž Kluni kao dr. Dag Ros
- Šeri Stringfild kao dr. Suzan Luis (Epizode 1-8)
- Noa Vajl kao Džon Karter
- Džulijana Margulis kao Kerol Hatavej
- Glorija Ruben kao dr. Džini Bule
- Lora Ins kao Keri Viver
- Erik La Sejl kao dr. Piter Benton

### Epizodne
- Marija Belo kao dr. Ana Del Amiko (Epizode 20-22)

## Epizode
| Br. u seriji | Br. u sezoni | Naslov                              | Reditelj             | Scenario                                                                     | Premijerno emitovanje |
| --- | ------------ | ----------------------------------- | -------------------- | ---------------------------------------------------------------------------- | --------------------- |
| 48 | 1            | Dr. Karter, pretpostavljam          | Kristofer Čulak      | Džon Vels                                                                    | 26. septembar 1996    |
| Karter započinje svoj prvi dan kao niži hirurški internista i otkriva da je pod stresom većim nego ikad. Hatavejeva se vraća da radi u urgentni centar. Piter otkriva da je HIV negativan, ali Džin Bule HIV nalazi menjaju život zauvek. |              |                                     |                      |                                                                              |                       |
| 49 | 2            | Neka igra počne                     | Tom Mur              | Lidija Vudvard                                                               | 3. oktobar 1996       |
| Južna strana bolnie je zatvorena i zaposleni odatle prelaze u Opštu bolnicu, a svi su preplašeni dolaskom novog šefa osoblja dr. Donalda Anspa. Hatavejeva razmišlja o prodaju kuće zbog novčanih problema, ali otkriva da niko ne želi da je kupi. Buleova drži svoje HIV stanje u tajnosti na Piterovo neodobravanje, ali na Kerino razumljivo prihvatanje. |              |                                     |                      |                                                                              |                       |
| 50 | 3            | Ne pitaj, ne govori                 | Peri Leng            | Sinopis: Džejson Kehil Scenario: Pol Mening i Džejson Kehil                  | 10. oktobar 1996      |
| Benton počinje da radi kao pedijatrijski hirurg. Mark je tužan kad Suzan ode na odmor bez njega i takođe jer ga su zadržali bolesnik koga ne može da izbegne i njegov sin dok se Karter sprijateljava sa kolegom internistom Denisom Gantom, ali otkriva da ga Piter ne voli. |              |                                     |                      |                                                                              |                       |
| 51 | 4            | Poslednji poziv                     | Rod Holkomb          | Sinopis: Samanta Hauard Korbin Scenario: Samanta Hauard Corbin i Kerol Flint | 17. oktobar 1996      |
| Benton nema potrebne preporuke da bi postao pedijatrijski hirurg, a Karter ima. Džin obraća pažnju na zgodnog bolesnika koji njenu hladnu stvarnost da je HIV pozitivna pogoršava. Dagova partnerka za jedno veče dobija napad i umire i dok Dag nije odgovoran za njenu smrt otkriva da je isti kao i njegovi saradnici: bezvredan i švorc. |              |                                     |                      |                                                                              |                       |
| 52 | 5            | Duhovi                              | Ričard Torp          | Nil Bir                                                                      | 31. oktobar 1996      |
| Luisova se vraća sa odmora. Hatavejeva i Ros koriste priliku u kombiju. Gant otkriva da je Benton strožiji prema njemu nego prema Karteru. Odani muž žene koja umire tera Džin da konačno kaže Alu kako je on pokvaren. |              |                                     |                      |                                                                              |                       |
| 53 | 6            | Strah od letenja                    | Kristofer Čulak      | Lens Džentil                                                                 | 7. novembar 1996      |
| Luisova i Grin žure zbog helikopterske nesreće. Benton pravi grešku tokom operacije što ugrožava život bebe. Kerol je nezadovoljna što je jedna sestra došla u urgentni centar, a ne radi posao kako treba jer je nepodesana. |              |                                     |                      |                                                                              |                       |
| 54 | 7            | Nema mozga, nema elektronike        | Dejvid Nater         | Pol Mening                                                                   | 14. novembar 1996     |
| Luisova najavljuje svoju odluku za budućnost koja potresa Marka. Benton se oseća krivim zbog dela zbog koga je beba u kritičnom stanju i pokušava da spasi drugo dete koja je moždano mrtvo. Karter se oseća nesrećno kad operacija plašljivog pacijenta dobije nesrećan ishod, ali otkriva iznenađujuću romantičnu vezu. Mark je hipokritičan na Daga dok ga ovaj ne pozove i dok se njih dvojica ne pomire. Kerol uperuje prstom u jednu od sestara kad je strašna greška napravljena, ali sestra tvrdi da joj je smešteno da bi izgubila deo penzije.                                                                  |              |                                     |                      |                                                                              |                       |
| 55 | 8            | Stanica jedinstva                   | Tom Mur              | Kerol Flint                                                                  | 21. novembar 1996     |
| Vreme i Kupidon ne čekaju nikog. Venčanje u čekaonici je kontrast za Grinovu nemogućnost da kaže Luisovoj šta oseća prema njoj iako joj je poslednji dan u urgentnom centru. S' druge strane, sestra Lidija je konačno uspela da nagovori svog dečka policajca da je oženi dok Dag i begunac Čarli pokušavaju da pomognu bebi čija je majka nestala. Poslednja stlana pojava Suzan Luis. |              |                                     |                      |                                                                              |                       |
| 56 | 9            | Ne pitaj me ništa, neću da te lažem | Paris Barklej        | Sinopis: Barbara Hol Scenario: Nil Baer i Lidija Vudvard                     | 12. decembar 1996     |
| Džinin poverljivi karton nije više poverljiv kad ga Grin proveri i potvrdi svoje sumnje da je ona HIV pozitivna što razbesni Keri. Kenton razgovara sa Karterom o njihovom prijateljstvu što Karter izgleda krije od Pitera. Dag daje podršku Marku jer mu drug prolazi kroz depresiju. |              |                                     |                      |                                                                              |                       |
| 57 | 10           | Beskućnici na praznik               | Dejvis Gugenhajm     | Samanta Hauard Korbin                                                        | 19. decembar 1996     |
| Kakvo je ovo dete? Uličar Čarli dovodi nadrogirano dete jedne žene Rosu na lečenje. DŽin priznaje o svom HIV-u dok MArk i Ker istavljaju svoje razlike po strani da bi sproveli razumnu politiku o pomaganjima HIV pozivitnima. Kerol provodi ukrajinski Božić sa porodicom i dva neočekivana gosta. |              |                                     |                      |                                                                              |                       |
| 58 | 11           | Noćna smena                         | Džonatan Kaplan      | Pol Mening                                                                   | 16. januar 1997       |
| Noć koja pada sporo se uskoro pali. Grin rizikuje svoju karijeru da bi spasio život. Benton otkriva Karterovu tajnu. Čarlija pretuku, a urgentni centar pretrpljava potresan gubitak nekog od svojih. |              |                                     |                      |                                                                              |                       |
| 59 | 12           | Posmrtno                            | Žak Elejn Toberen    | Kerol Flint                                                                  | 23. januar 1997       |
| Gantova smrt teško pada Karteru, a njegov bes raste zbog toga kako se Benton ophodio prema internisti. Kerol radi privremeno sa registrovanim medicinskim sestrama tokom porođaja i preuzima krivicu zbog smrtonosne povrede u operacionoj sali. |              |                                     |                      |                                                                              |                       |
| 60 | 13           | Bogataške budale                    | Majkl Ketlmen        | Džejson Kehil                                                                | 30. januar 1997       |
| Dobar dan je za Grina: on i Markezova okončavaju svoju romantiku ljubazno, a njegovo podučavanje naprednih zdravstvenih internista donosi veću zaradu. Loš dan je za Hatavejevu: suspendovana je. |              |                                     |                      |                                                                              |                       |
| 61 | 14           | Ko je srećan sad?                   | Feliks Enrike Alkala | Nil Bir                                                                      | 6. februar 1997       |
| Karter je počastvovan hirurg kad Benton radi na operaciji slepog creva. Ros se suočava sa zahtevom za ne oživljavanje maloletnika. Grin dokazuje da je jedina gora stvar od duplog gada trostruki. |              |                                     |                      |                                                                              |                       |
| 62 | 15           | Dugi obilazak                       | Kristofer Čulak      | Lidija Vudvard                                                               | 13. februar 1997      |
| Kerol je upala u talačku situaciju u susednoj prodavnici i pomaže žrtvama dok su taoci još tu. |              |                                     |                      |                                                                              |                       |
| 63 | 16           | Vera                                | Džonatan Kaplan      | Džon Vels                                                                    | 20. februar 1997      |
| Benton se oporavlja od operacije, ali ne i od Gantove smrti. Grin stavlja bolesnika sa Daunovim sindromom na spisak čekanja za presađivanje, a Ros mora da povuče vezu zbog 18-ogodišnjaka koji ne želi da živi. Karter leči ženu sa ozbiljnim stanjem, ali on je izgleda jedini koji to vidi. Kerol polaže ispit, a Ros je ohrabruje. |              |                                     |                      |                                                                              |                       |
| 64 | 17           | Plemena                             | Ričard Torp          | Lens Džentil                                                                 | 10. april 1997        |
| Rasni odnosi postaju poteškoće u urgantnom centru kad Grin leči dva povređena maloletnika, jednog belca i jednog crnca, a pretpostavlja da je crnac preprodavac droge. Ispada da je belac preprodavac droge, a da je crnac nevin. Kad se stariji brat crnca sukobi sa Grinom, on počinje da preispituje svoju nepristrasnost. Kerol pomaže mladoj ženi koja je omamljena rohipnolom i silovana. Benton dobija zanimljivu ponudu od Hiksove. Takođe saznaje da je Karla Ris primljena u bolnicu. Grinova ćerka završava provodeći dan u urgentnom centru kad njena mama žuri u Filadelfiju zbog porodičnog hitnog slučaja. |              |                                     |                      |                                                                              |                       |
| 65 | 18           | Života ti                           | Kristofer Čulak      | Pol Mening                                                                   | 17. april 1997        |
| Karter stavlja svoju karijeru u opasnost kada zaobilazi kanale da bi sredio operaciju za čoveka koji se kladi na konjske trke. Džini razmišlja o svom braku kada brine o ženi sa sidom koju mrzi muž koji ne može da joj oprosti. Kerolin niži položaj što je medicinska sestra, a ne lekarka izaziva sukob između nje i mlađe Megi. Grin otkriva da Rejčel ima poteškoće u školi pa mora da uravnoteži svoje vreme između Rajčel i pobpljšanja svojih izgleda da postigne stalno mesto tako što izdaje zanimljive slučajeve iz urgentnog centra.                                                                         |              |                                     |                      |                                                                              |                       |
| 66 | 19           | Poziv dr. Hatavej                   | Paris Berklej        | Sinopis: Džejon Kehil i Samanta Hauard Korbin Scenario: Nil Bir              | 24. april 1997        |
| Miš je u kući - i možda novi lekar na obuci, takođe. Genetski obrađeni laboratorijski miš beži u urgentni centar. Hatavejeva teži mogućnostima karijere nakon što osvoji najviše mesto na PIMF-u. |              |                                     |                      |                                                                              |                       |
| 67 | 20           | Nasumični činovi                    | Džonatan Kaplan      | Kerol Flint                                                                  | 1. maj 1997           |
| Brat daruje bubreg svojoj sestri, žrtva moždanog udara prima terapiju koja spašava život, a Džinin bivši je primljen na novo proučavanje za lek za sidu. Ali nasilje u koje je umešan Grin bira između činova lečenja i saosećanja. Prva pojava Ane Del Amiko. |              |                                     |                      |                                                                              |                       |
| 68 | 21           | Poželi želju                        | Ričard Torp          | Sinopis: Lidija Vudvard Scenario: Džo Saks                                   | 8. maj 1997           |
| Hatavejevoj je rođendan, ali ona ne želi ni da čuje za to. Rađa se Karlin i Piterov sin kada ona dobije trudove. Karterov ekscentročni bolesnik se sukobljava sa Anspoovim fiksiranjem operacija za lečenje bolesnika. Grin se vraća u urgentni centar, ali prilagođavanje mu teško pada. |              |                                     |                      |                                                                              |                       |
| 69 | 22           | Još jedan za put                    | Kristofer Čulak      | Džon Vels                                                                    | 15. maj 1997          |
| Rosa jako privlači Hatavejeva, Čarli se ponovo pojavljuje u urgentnom centru, Grin odbija da prizna da mu treba pomoć, a Karter i Anspo su i dalje podstanari. U međuvremenu, Buleovi pronalaze snagu u svojoj obnovljenoj vezi, a Benton skuplja snagu zbog svog malenog ek rođenog sina. |              |                                     |                      |                                                                              |                       |